# دايسوكي ماتسوشيتا
دايسوكي ماتسوشيتا (باليابانية: 松下 太輔) (31 أكتوبر 1981 في إيواتا في اليابان – )؛ هو لاعب كرة قدم ياباني سابق كان يلعب كحارس مرمى.

## وصلات خارجية
- دايسوكي ماتسوشيتا على موقع رابطة كرة القدم اليابانية للمحترفين (اليابانية)
- دايسوكي ماتسوشيتا على موقع قاعدة بيانات كرة القدم.إي يو (الإنجليزية)
- دايسوكي ماتسوشيتا على موقع عالم كرة القدم.نت (الإنجليزية)